# Клю (залив)
Клу (ирл. Cuan Mó, англ. Clew Bay) — залив Атлантического океана в графстве Мейо, Ирландия. Там расположены лучшие в Ирландии образцы друмлинов, ныне ушедших под воду и разбросанных по заливу в виде архипелага из 117 небольших островков. У входа, на западе бухты, расположен крупный остров Клэр.
В XVI–XVII веках залив принадлежал известной пиратке Грэйс О’Мэйли.
Во время гражданской войны (1922 год) в бухту прибыло 400 солдат. В 1967 году Джон Леннон приобрёл в заливе частный остров англ. Dorinish. На острове Коланмо расположен парусный клуб англ. Glenans Irish Sailing Club.
В акватории залива также действует крупное рыбоводческое хозяйство.